# Paleogenètica
La paleogenètica és un sinònim d'antropologia o paleontologia molecular. Aquesta estudia la conformació molecular de l'ADN trobat en fòssils de qualsevol tipus i, de la mateixa manera, les relacions que té aquesta informació genètica amb l'ADN modern.